# Адресация памяти
Адресация — осуществление ссылки (обращение) к устройству или элементу данных по его адресу; установление соответствия между множеством однотипных объектов и множеством их адресов; метод идентификации местоположения объекта.

## Методы адресации[2]

### Адресное пространство
- Простая (англ. flat addressing) — указание объекта с помощью идентификатора или числа, не имеющего внутренней структуры.
- Расширенная (англ. extended addressing) — доступ к запоминающему устройству с адресным пространством, бо́льшим диапазоном адресов, предусмотренного форматом команды.
- Виртуальная (англ. virtual addressing) — принцип, при котором каждая программа рассматривается как ограниченное непрерывное поле логической памяти, а адреса этого поля — как виртуальные адреса.
- Ассоциативная (англ. associative addressing) — точное местоположение данных не указывается, а задаётся значение определённого поля данных, идентифицирующее эти данные (см.: Ассоциативная память).

### Исполнение программ
- Статическая (англ. static addressing) — соответствие между виртуальными и физическими адресами устанавливается до начала и не меняется в ходе выполнения программы.
- Динамическая (англ. dynamic addressing) — преобразование виртуальных адресов в физические осуществляется в процессе выполнения программы. Программа при этом не зависит от места размещения в физической памяти и может перемещаться в ней в процессе выполнения.

### Кодирование адресов
- Явная (англ. explicit addressing) — адресация путём явного задания адресов в программе.
- Неявная (англ. implied addressing) — один или несколько операндов или адресов операндов находятся в фиксированных для данной команды регистрах или ячейках памяти и не требуют явного указания в команде.
- Абсолютная (англ. absolute addressing) — адресная часть команды содержит абсолютный адрес.
- Символическая (англ. symbolic addressing) — адресная часть команды содержит символический адрес.

### Вычисление адресов
- Непосредственная, прямая (англ. immediate (direct) addressing) — адресная часть команды содержит непосредственный (прямой) адрес; адресация путём указания прямых адресов.
- Косвенная (англ. indirect addressing) — адресная часть команды содержит косвенный адрес; адресация посредством косвенных адресов.
- Регистровая (англ. register addressing) — задание адресов операндов в регистрах.
- Базисная (англ. basic addressing) — вычисление адресов в машинных командах относительно содержимого регистра, указанного в качестве базового.
- Базовая (англ. base-displacement addressing) — схема вычисления исполнительного адреса, при которой этот адрес является суммой базового адреса и смещения.
- Относительная (англ. relative addressing) — адресная часть команды содержит относительный адрес.
- Индексная (англ. indexed addressing) — формирование исполнительного адреса осуществляется путём добавления к базовому адресу содержимого индексного регистра.
  - Автодекрементная, автоинкрементная (англ. autodecremental, autoincremental addressing) — содержимое регистра индекса изменяется (уменьшается или увеличивается) на некоторое число.
  - Постдекрементная, предекрементная, постинкрементная, преинкрементная — автодекрементные и автоинкрементные адресации, при которых уменьшение/увеличение происходит после/до выборки операнда.
- Стековая (англ. stack addressing) — адресация посредством регистра — указателя стека.
- Самоопределяющаяся (англ. self-relative addressing) — адресная часть команды содержит самоопределяющийся адрес.
  - Адресация относительно счётчика команд (англ. program counter relative addressing) — адреса в команде указываются в виде разности исполнительных адресов и адреса исполняемой команды. Такой способ адресации не требует настройки (см. также: Позиционно-независимый код).

## Способы адресации

### Подразумеваемый операнд
В команде может не содержаться явных указаний об операнде; в этом случае операнд подразумевается и фактически задается кодом операции команды.

### Подразумеваемый адрес
В команде может не содержаться явных указаний об адресе участвующего в операции операнда или адреса, по которому должен быть размещен результат операции, но этот адрес подразумевается.

### Непосредственная адресация
В команде содержится не адрес операнда, а непосредственно сам операнд. При непосредственной адресации не требуется обращения к памяти для выборки операнда и ячейки памяти для его хранения. Это способствует уменьшению времени выполнения программы и занимаемого ею объёма памяти. Непосредственная адресация удобна для хранения различного рода констант.

### Прямая адресация
Адрес указывается непосредственно в виде некоторого значения, все ячейки располагаются на одной странице. Преимущество этого способа в том, что он самый простой, а недостаток — в том, что разрядность регистров общего назначения процессора должна быть не меньше разрядности шины адреса процессора.

### Относительная (базовая) адресация
При этом способе адресации исполнительный адрес определяется как сумма адресного кода команды и базового адреса, как правило хранящегося в специальном регистре — регистре базы.
Относительная адресация позволяет при меньшей длине адресного кода команды обеспечить доступ к любой ячейке памяти. Для этого число разрядов в базовом регистре выбирают таким, чтобы можно было адресовать любую ячейку оперативной памяти, а адресный код команды используют для представления лишь сравнительно короткого «смещения». Смещение определяет положение операнда относительно начала массива, задаваемого базовым адресом.

### Укороченная адресация
В адресном поле командного слова содержатся только младшие разряды адресуемой ячейки. Дополнительный указательный регистр.
- Адресация с регистром страницы является примером сокращённой адресации. При этом вся память разбивается на блоки-страницы. Размер страницы диктуется длиной адресного поля.

### Регистровая адресация
Регистровая адресация является частным случаем укороченной. Применяется, когда промежуточные результаты хранятся в одном из рабочих регистров центрального процессора. Поскольку регистров значительно меньше чем ячеек памяти, то небольшого адресного поля может хватить для адресации.

### Косвенная адресация
Впервые косвенная адресация 2-го ранга (указатели) была использована при программировании на МЭСМ. Добавление к команде со значением адреса операнда "0" значения ячейки памяти, в котором находится адрес требуемого операнда, позволило использовать эти ячейки памяти в качестве значений адресов, т.е. указателей на адреса операндов.
Косвенная адресация высших рангов впервые была введена в Адресном языки программирования (1955г.) и апаратно реализована в компьютере "Киев". В системе команд компьютера "Киев" есть Ф-операция, которая позволяет уменьшать ранг адреса, т.е. выполнять "штрих-операцию" или разыменовывать указатель, а групповые операции модификации адресов позволяли аппаратно выполнять многократное разыменование указателей (Multiple indirection of Pointers).
Адресный код команды в этом случае указывает не адрес с данными, а адрес ячейки памяти, в которой находится адрес операнда или команды. Это и есть адресация 2-го ранга или указатели. Косвенная адресация широко используется в малых и микроЭВМ, имеющих короткое машинное слово, для преодоления ограничений короткого формата команды (совместно используются регистровая и косвенная адресация).

### Адресация слов переменной длины
Эффективность вычислительных систем, предназначенных для обработки данных, повышается, если имеется возможность выполнять операции со словами переменной длины. В этом случае в машине может быть предусмотрена адресация слов переменной длины, которая обычно реализуется путём указания в команде местоположения в памяти начала слова и его длины.

### Стековая адресация
Стековая память, реализующая безадресное задание операндов, особенно широко используется в микропроцессорах и Мини-ЭВМ.

### Автоинкрементная и автодекрементная адресации
Поскольку регистровая косвенная адресация требует предварительной загрузки регистра косвенным адресом из оперативной памяти, что связано с потерей времени, такой тип адресации особенно эффективен при обработке массива данных, если имеется механизм автоматического приращения или уменьшения содержимого регистра при каждом обращении к нему. Такой механизм называется соответственно автоинкрементной и автодекрементной адресацией. В этом случае достаточно один раз загрузить в регистр адрес первого обрабатываемого элемента массива, а затем при каждом обращении к регистру в нём будет формироваться адрес следующего элемента массива.
При автоинкрементной адресации сначала содержимое регистра используется как адрес операнда, а затем получает приращение, равное числу байт в элементе массива. При автодекрементной адресации сначала содержимое указанного в команде регистра уменьшается на число байт в элементе массива, а затем используется как адрес операнда.
Автоинкрементная и автодекрементная адресации могут рассматриваться как упрощенный вариант индексации — весьма важного механизма преобразования адресных частей команд и организации вычислительных циклов, поэтому их часто называют автоиндексацией.

### Индексная адресация
Для реализуемых на ЭВМ методов решения математических задач и обработки данных характерна цикличность вычислительных процессов, когда одни и те же процедуры выполняются над различными операндами, упорядоченно расположенными в памяти. Поскольку операнды, обрабатываемые при повторениях цикла, имеют разные адреса, без использования индексации требовалось бы для каждого повторения составлять свою последовательность команд, отличающихся адресными частями.
Программирование циклов существенно упрощается, если после каждого выполнения цикла обеспечено автоматическое изменение в соответствующих командах их адресных частей согласно расположению в памяти обрабатываемых операндов. Такой процесс называется модификацией команд, и основан на возможности выполнения над кодами команд арифметических и логических операций.